# Sande, Agder
Sande är en kyrkby i Farsunds kommun i Agder fylke i södra Norge. Byn ligger vid fylkesväg 465, på västra sidan av Åptefjorden. Här finns Herads kyrka.
Byn utgjorde tidigare centralort i dåvarande Herads kommun i Vest-Agder fylke.